# 吳孝寬

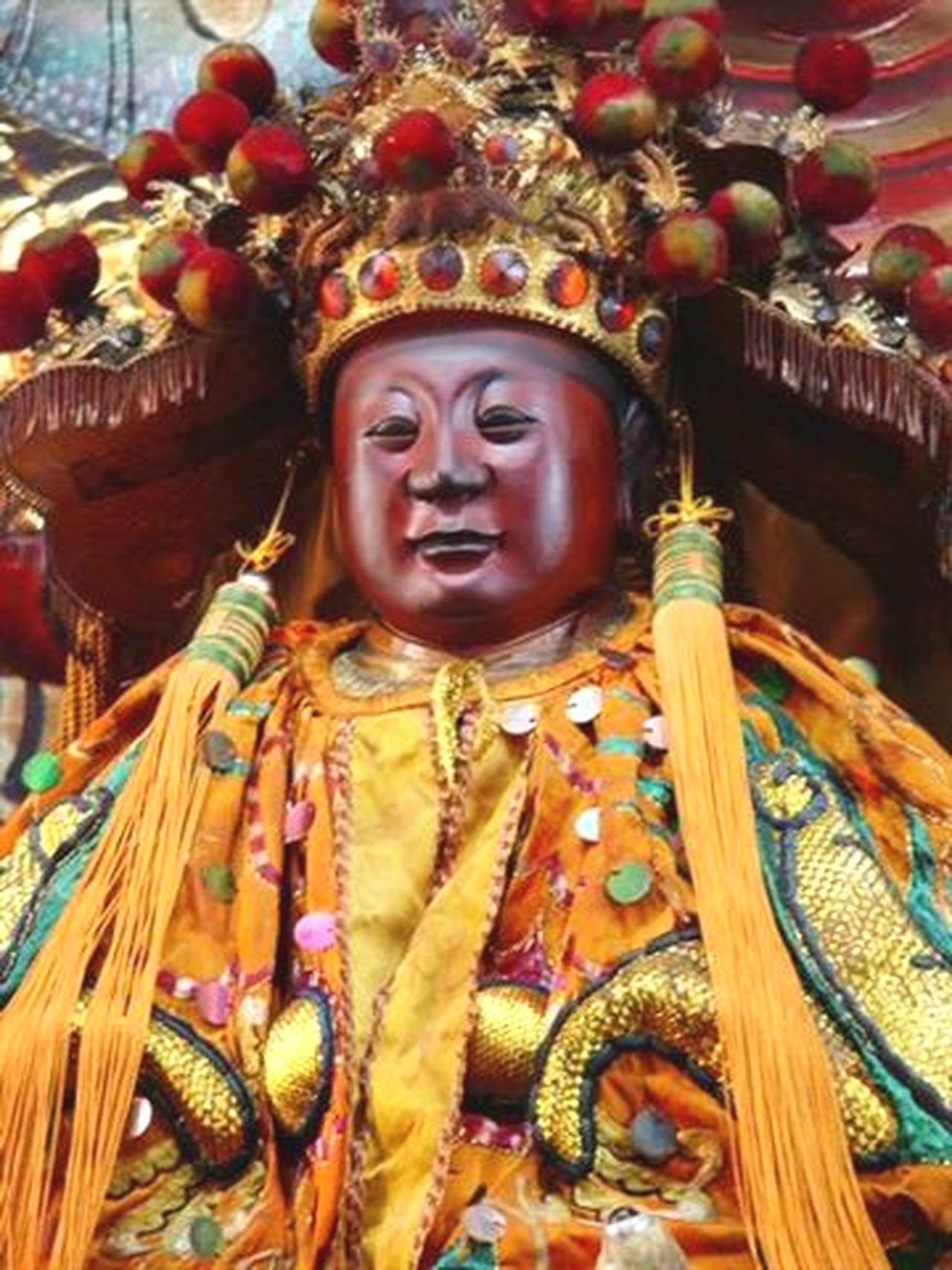
代天巡狩吳府千歲聖像。

吳府千歲，諱名孝寬，是王爺信仰的中國傳說人物，江蘇省吳縣人，俗稱三王、吳王爺、吳府王爺、吳府三王，生於隋唐之際。其擅長地理風水，又會觀察星象。由於幫助唐高祖開國有功，授封「中郎將」，不久又高中進士，奉命出任知府，愛民如子，深得唐高祖的器重。繼封「吏部尚書」，經常教導百姓開墾圳溝，引水灌溉田地，當時的人稱讚他為「眼望天、心在地」。
與范公承業交為莫逆之友，聯聲同氣。三王吳府千歲何時昇化並無資料記載，在五府千歲之中排行第三的王爺，在五位王爺之中是唯一沒有留鬍鬚的。
昇化後，受玉皇上帝賜封『代天巡狩玉封護國威勇真君』，民間又尊稱 護國真君  威勇王 總制大將軍  
坐擁王船，出巡四海，以受人間崇祀。
農曆九月十五是吳府千歲的聖誕千秋。

## 奉祀廟宇
- 北埔福安宮
- 山邊南行宮
- 彰邑彰山宮
- 和美御史壇
- 東石先天宮
- 東石賢德宮
- 過溝建德宮
- 嘉邑東合會南旨宮
- 嘉邑代天巡府福安舘
- 嘉邑鎮西宮
- 嘉義鵬思宮
- 嘉邑七境慈濟宮
- 四安境南廠保安宮
- 南鯤鯓代天府
- 南廍福安宮
- 正統鹿耳門聖母廟
- 砂崙腳清聖宮
- 胡厝寮代天府
- 高雄代天宮
- 新岑海國宮
- 艋舺代府殿
- 代天府北行宮
- 青蚶保安宮
- 水泉泉南宮
- 聖巡代天府
- 頂山代天府
- 四湖參天府
- 里港代天府
- 北港好收里吳三王壇
- 草屯保安宮
- 新莊代天府
- 頭前金獅團
- 屏東威靈宮
- 謝厝順天宮
- 台東知本玉明宮
- 高雄灣子天鳳宮
- 新竹樹仔腳南寧宮
- 臺南巡安府

## 信仰活動
- 臺南市永康區保安宮三王香路